# Красноярский Биг-Бен
Красноярский Биг-Бен — башня с часами; является подобием лондонского Биг-Бена. На ней расположено 4 циферблата, где диаметр часов — 6,5 метров, а вес составляет 1,5 тонны. Часы были созданы по инициативе Петра Ивановича Пимашкова и начали отсчёт времени 8 сентября 2001 года. Адрес: Ул. Вейнбаума, Красноярск, Красноярский край, Россия.
Это одна из наиболее необычных достопримечательностей города Красноярска.
Высота башни по шпилю составляет 30 м.

## История создания
Строительство одной из главнейших достопримечательностей города Красноярска началось в 60-х годах, проект башни был разработан архитектором Арэгом Демирхановым. Изначально, до 2001 года, циферблат на башне администрации Красноярска был электронным, помимо времени они показывали ещё и температуру, что делало их не только современными, но и практичными, но за 25 лет механизм пришёл в негодность и нужно было решать ремонтировать их или заменить полностью.

Часы с механическим циферблатом и с боем курантов, вместо электронного светящегося табло, были оборудованы на пороге 21 века, что вызвало недоумение у некоторых горожан, посчитавших такие часы пережитком прошлого, поскольку предшествовавшее цифровое табло светило ярче и выглядело более актуально. Установка в Красноярске часовой башни была идеей градостроительного союза — главы города Пимашкова и архитектора Демирханова. Арэг Саркисович вспоминает, что первый проект часов именно у него сложился ещё в 1967 году, во время проектирования площади перед Красноярским театром оперы и балета им. Д.А Хворостовского. Часы были произведены в железногорском «НПО им. Решетнёва». Реконструкцию Биг-Бена сделали в рекордные сроки — всего за 5 месяцев. Производители дали часам гарантию 50 лет, но в самом начале с ними пришлось повозиться. 
Не всё сразу получилось, и блики были на часах. И даже наши КВНщики шутили, что «Пётр Иванович, а часы не фонтан», — но, со временем, мы всё-таки устранили эти дефекты и сегодня часы стали символом Красноярска.Петр Иванович Пимашков
 Существующий в настоящее время «Биг Бен» в Красноярске был достроен и торжественно открыт только в 2001 году. Главный архитектор проекта Арэг Демирханов подчёркивает сходство своего творения с прославленной башней в Лондоне. После окончания строительства не пришлось даже придумывать название, народное «Биг Бен» удачно прижилось и стало своеобразным символом города.
Биг-Бен управляется с помощью компьютеров, ошибки во времени исключаются: максимально возможная погрешность не превышает 30 секунд. Услышать бой курантов можно ежедневно два раза в час: когда минутная стрелка достигает отметки 30 минут и 1 час.
Летом 2015 года «Биг Бен» частично останавливали на 12 дней в целях покраски. Часы покрасили в привычные чёрный и серебристый цвета, на это ушло примерно 100 кг краски.
В конце 2017 года красноярцы впервые услышали новую мелодию «Биг Бена». В честь новогодних каникул (с 20 декабря 2017-го по 14 января 2018-го) вместо привычного боя часовая башня радовала прохожих фрагментом из балета «Щелкунчик» П. И. Чайковского.
30 августа 2019 года мэр города Красноярска Сергей Васильевич Еремин согласовал график музыкальных мелодий, которые теперь стали играть в строго определённые дни и часы. Цель нововведений, говорится в документе, «Создание общегородской праздничной атмосферы и популяризации праздников, памятных и значимых дней». Была подготовлена программа на 30 различных музыкальных композиций, которые будет транслировать «Биг Бен» в 23 праздника, распоряжение подписал глава Красноярска.
| Праздник                   | Дата       | Праздник                     | Дата                         |
| -------------------------- | ---------- | ---------------------------- | ---------------------------- |
| День защитника отечества   | 23 февраля | День города                  | по решению администрации     |
| Международный женский день | 8 марта    | День отца                    | третье воскресенье июня      |
| День космонавтики          | 12 апреля  | День матери                  | последнее воскресенье ноября |
| День труда                 | 1 мая      | День молодежи                | 27 июня                      |
| День Победы                | 4-9 мая    | День семьи, любви и верности | 8 июля                       |
| День защиты детей          | 1 июня     | День флага России            | 22 августа                   |
| День России                | 12 июня    | День физкультурника          | вторая суббота августа       |
| День знаний                | 1 сентября | День учителя                 | 5 октября                    |
| День народного единства    | 4 ноября   | День согласия и примирения   | 7 ноября                     |
| День студентов             | 25 января  | День Конституции             | 12 декабря                   |
| День воссоединения Крыма   | 18 марта   | Новый год                    | с 24 декабря по 13 января    |

18 октября 2019 анонсировано открытие сезона экскурсий на крышу мэрии, — поближе к Биг-Бену. Первыми удостоились чести побывать на уникальной экскурсии победители розыгрыша в Инстаграм, проводимым Белой Ярмаркой.
26 декабря 2019 на крыше мэрии Красноярска установили четыре прожектора, которые будут включаться вместе с основной подсветкой. Прожекторы начали работать по случаю открытия Чемпионата России по фигурному катанию в Красноярске. Освещение на главной городской башне поставили во время ремонта часов. Тогда же рабочие починили акустическую систему, блок управления и ход двигателя стрелок. 
«Это не просто символ нашего большого городского дома, неотъемлемая часть его истории и облика. С ним связана и привычка, которая объединяет практически всех красноярцев. Ведь находясь в районе «Биг-Бена», мы вольно или невольно сверяем свои наручные часы с главными городскими, – отметил своём аккаунте в сети «Инстаграм» мэр Сергей Ерёмин. – И сегодня же с особым чувством благодарности мы вспоминаем их отца-создателя – легендарного Арэга Саркисовича Демирханова».